# NGC 1018
NGC 1018 este o galaxie lenticulară situată în constelația Balena. A fost descoperită în 1886 de către Frank Muller. Se află la o distanță de 230,14 de megaparseci de Pământ.